# Municipio de Bloomfield (condado de Trumbull)
El municipio de Bloomfield (en inglés: Bloomfield Township) es un municipio ubicado en el condado de Trumbull en el estado estadounidense de Ohio. En el año 2010 tenía una población de 1322 habitantes y una densidad poblacional de 20,18 personas por km².

## Geografía
El municipio de Bloomfield se encuentra ubicado en las coordenadas 41°28′11″N 80°51′26″O / 41.46972, -80.85722. Según la Oficina del Censo de los Estados Unidos, el municipio tiene una superficie total de 65.51 km², de la cual 65.49 km² corresponden a tierra firme y (0.03%) 0.02 km² es agua.

## Demografía
Según el censo de 2010, había 1322 personas residiendo en el municipio de Bloomfield. La densidad de población era de 20,18 hab./km². De los 1322 habitantes, el municipio de Bloomfield estaba compuesto por el 96.6% blancos, el 2.19% eran afroamericanos, el 0.15% eran amerindios, el 0.23% eran asiáticos, el 0.08% eran isleños del Pacífico, el 0.08% eran de otras razas y el 0.68% pertenecían a dos o más razas. Del total de la población el 0.76% eran hispanos o latinos de cualquier raza.